# Meinrad Schmitt
Meinrad Schmitt (* 21. Dezember 1935 in Wasserburg am Inn) ist ein deutscher Komponist und Hochschullehrer.

## Biographie
Meinrad Schmitt wuchs als zweiter Sohn von Betty (1906–1989) und Alfons Schmitt (1898–1995) in Wasserburg am Inn auf. Ab 1946 besuchte Meinrad Schmitt das Staatliche Gymnasium Traunstein und war als Internatsschüler im Erzbischöflichen Studienseminar St. Michael untergebracht. Neben einer humanistischen Gymnasialausbildung erhielt er dort Unterricht in Klavier, Orgel und Tonsatz. Nach dem Abitur (1954) nahm Meinrad Schmitt ein Studium an der Hochschule für Musik in München auf. Seine Kompositionsausbildung erhielt er bei Harald Genzmer und Mark Lothar. Nach einigen Jahren als Musiklehrkraft am Gymnasium bei St. Stephan (Augsburg) kehrte Meinrad Schmitt 1965 an die Münchener Musikhochschule zurück, zunächst als Dozent für Gehörbildung und Musiktheorie, ab 1974 als Professor. Von 1979 bis 1983 arbeitete er im Studio für neue Musik des Tonkünstlerverbands Bayern e. V. mit. Von 1983 bis 2013 leitete er zusammen mit Renate Mechler-Schmitt das Pegasus-Theater Adelzhausen, für das er Bühnenmusiken schrieb. Mit dem Rückzug aus dem Lehrbetrieb 1998 eröffneten sich neue Freiräume zum Komponieren. Seither entstanden in dichter Folge Orchester- und Bühnenwerke sowie zahlreiche kammermusikalische Kompositionen.  Schmitt lebt in Aichach. Er ist Bruder des Künstlers und Kunstpädagogen Leo Schmitt (1930–2005) und Vater des Komponisten Markus Schmitt (* 1965).

## Musik
Der Schwerpunkt von Meinrad Schmitts kompositorischem Schaffen liegt im Bereich der Orchester- und Kammermusik sowie der Bühnenmusik. Dabei experimentiert er immer wieder mit ausgefallenen Besetzungen und Klangfarben-Kombinationen, wie etwa im Duo für Harfe und Schlagzeug (1975), im Konzert für Posaune, Alphorn und Orchester (2006) oder im Trio appassionato für Klarinette, Marimbaphon und Kontrabass (2010).
Meinrad Schmitt legt Wert darauf, dass seine Musik sowohl musikalisch Vorgebildete als auch Laien unmittelbar anspricht. Bei aller harmonischen Freiheit bleibt seine Musik stets tonikal gebundene „Zeitkunst“. Tragendes Kompositionsprinzip ist das Wechselspiel von Analogie und Kontrast, wie es Igor Strawinsky in seiner Musikalischen Poetik skizziert. Bei der Entwicklung seiner komplexen melodisch-harmonischen Strukturen bedient sich Meinrad Schmitt eines Verfahrens, das er lineare Dodekaphonik nennt.

### Orchesterwerke (Auswahl)
- Canzonaccia, Improvisation über einen alten Gassenhauer (1968)
- Ikarus (1969)
- H-A-D-E-S, amythologisches Spiel für Orchester (1978)
- Une promenade dans le ciel, Metamorphosen nach einer Zeichnung von Grandville  (1987)
- Im Zeichen der Venus, Reflexionen für großes Orchester (2003)
- Commedianti, pezzi piccoli per orchestra (2004)
- TABU, 4 Szenen für Kammerorchester (2008)
- Verwischte Spuren, Nachklänge zu „Einsamkeit“ von Franz Schubert für Orchester (2016)

### Instrumentalkonzerte (Auswahl)
- Kammerkonzert für Oboe, Horn, Fagott und Streicher (1974)
- Concertino für Harfe und Orchester (1980)
- Concerto notturno für Klarinette und Streichorchester (1985)
- Konzert für Horn und Orchester (1996)
- Konzert für Posaune und Orchester (2006)
- Konzert für Posaune, Alphorn und Orchester (2006)
- Rota Temporis, Konzert für Schlagzeug und Orchester (2009)
- Konzert für zwei Flöten und Streichorchester (2018)

### Kammermusik (Auswahl)
- Variationen über ein Renaissance-Thema, 1. Bläserquintett für Flöte, Oboe, Klarinette, Horn und Fagott (1960)
- Sonate für Violine und Klavier (1964)
- Souvenirs de Friedrich Kuhlau, 2. Bläserquintett für Flöte, Oboe, Klarinette, Horn und Fagott (1970)
- Fantasia piccola für Streichquartett (1971)
- Duo für Harfe und Schlagzeug (1975)
- Quadrifoglio, 4 Stücke für Klarinette und Violoncello (1975)
- Trio für Trompete, Posaune und Tuba (1975)
- Rhapsodie für Harfe solo (1983)
- Discorso giocoso für Klarinette, Bassetthorn und Klavier (1989)
- TRAZOM für Violoncello und Klavier (1991)
- Nordisches Lied, Reflexionen über ein Thema von R. Schumann für Violoncello-Quartett (2001)
- Jerusalem, Diptychon für Bratsche, Posaune und Orgel (2002)
- Trio appassionato für Klarinette, Marimbaphon und Kontrabass (2010)
- G-A-D-E, Fantasie für Brasscussion (2012)
- Streichquartett Nr. 2 (2013)
- Balli di Sfessania, Suite nach Jacques Callot für Violine, Violoncello und Klavier (2015)
- Saluti a Ludovico, 2. Klavierquartett (2015)
- Duettino lirico per flauto e vibrafono (2015)

### Vokalwerke (Auswahl)
- Sechs Lieder nach alten chinesischen Dichtern für Bariton und Klavier (1966)
- A Something in a Summer’s Day für Bariton und Harfe (1979), Texte von Emily Dickinson
- Am Fluss zu Sevilla, 7 Lieder für Sopran und Klavier nach Texten von Lope de Vega (1990/2001)
- Drink To Me Only With Thine Eyes, Liederzyklus nach englischen Barockgedichten für Mezzosopran und Klavier (2005)
- Ecce facta est, Weihnachtsbotschaft für Sopran, Mezzosopran und Alt (2013)
- Epiphania für Sopran, Mezzosopran, Alt und Tasteninstrument (2016)
- Kennst du das Land, Liederzyklus nach Gedichten von Friederike Kemper für Mezzosopran und Harfe (2017)
- Benedikt, Oratorium für Sprecher, Soli, Chor und Orchester (2017)

### Musikdramatische Werke (Auswahl)
- Der Bär, Kammeroper nach Anton Tschechow (1967)
- Legenda aurea, szenisches Oratorium (1984)
- ADIEDI, Kammeroper, Text vom Komponisten nach dem gleichnamigen Theaterstück von Jelena Kohout (1993/94)
- Lapislazuli, Familienoper (2013), Text von Wilfrid Grote

### Kinder- und Familienkonzert (Auswahl)
- Crespino und König Tulipan, musikalisches Märchen für Klarinette, Sprecher und Orchester (1990)
- Der Turm des Aeolos, Märchen über Musik für Sprecher, Orff-Gruppe und Orchester (1998)
- Gaulimauli Stachelschwein, Mozartino für Sprecher, Orffgruppe, Orchester und Publikum (2005)
- Der Nordwind und der Schmetterling für Orffinstrumente, Harfe und Sprecher (2008)

## Ehrungen
- 1963 Richard-Strauss-Stipendium der Stadt München
- 1969 Kompositionspreis der Landeshauptstadt Stuttgart
- 1970 Kuhlau-Preis Uelzen
- 1971 Marler Kompositionspreis
- 1980 Förderpreis Musik der Stadt München